# Omelette au thon
L'omelette au thon figure pour la première fois en français dans la Physiologie du goût de Brillat-Savarin en 1825. Il décrit un repas avec un curé d'où son autre nom, « omelette du curé », ou encore « omelette du chanoine ». Il en donne la recette et en fait un éloge qui vaudra à cette omelette superlatifs et célébrité y compris dans les pays méditerranéens où on rencontre des variantes sans doute préexistantes en Espagne et en Italie. Sans oublier l'Asie, grande amatrice de bonite.
Dès le Moyen Âge arabo-andalou le poisson aromatisé cuit sous une galette d'œufs existe, elle se retrouve dans les « mirontons en maigre » (1721). Nourriture fastueuse des jours maigres, elle passe du curé à la société gourmande grâce à Brillat-Savarin.
La recette évolue avec la cuisine classique, ses dernières versions se font avec du thon en conserve. Elle figure également dans toutes les monographies sur l'omelette.

## Histoire
Bien qu'il ne s'agisse pas d'une omelette stricto sensu, il faut citer au Moyen Âge le poisson aux œufs de l'Anonyme andalou. Le poisson est cuit au four avec du jus de coriandre verte, de l’ail, de l’huile et des épices. Ensuite, on verse dessus des œufs battus avec de la rue et on termine la cuisson. Cette sorte d'omelette se mange avec des galettes de pain. Louis Liger (1721) publie un « mironton en maigre » (fait avec du merlan) avec la même cuisson d'un hachis de poisson sous une omelette et avec truffes et champignons. La Varenne en 1728 donne une recette étonnamment proche avec sa frittata à foggia di corta con l'uova è trittura di pesce.
Selon Charles d'Avron, l'omelette au thon était un plat de carême « tout aussi savoureux et substantiel qu'un plat gras ». Phileas Gilbert qui a reconstitué la recette dit qu'elle est fourrée aux laitances de carpe, au thon et aux écrevisses, nappée d'un coulis et de truffes. Moynier dans sa monographie sur la truffe s'étonne que Brillat-Savarin a oublié la truffe, essentielle dit-il, qui peut aussi être mélangée et cuite avec la garniture.
Il ajoute : « À Lyon on fait d'excellents mets des laitances et des œufs de carpes ; quelques-uns sont à la sauce rousse ; d'autres à la sauce piquante et l'on y met quantité de truffes court bouillonnées. On a ordinairement pour règle de ne point mêler les laitances avec les œufs. » Pour autant, le comte de Courchamps, dans sa liste des omelettes royales maigres servies en 1828 à Charles X, cite une omelette royale garnie aux laitances de carpe. Ces dernières représentaient une garniture luxueuse, symbole de faste associé à l'apparat royal. Sous l'Ancien Régime, les laitances de carpe garnissaient les omelettes des jours ordinaires de Louis XV ; François Marin avait inventé pour lui une omelette aux crêtes de coq et laitances de carpe que se faisait encore servir l'ostentatoire général de Soubise. Il faudra donc rester suspicieux quand Brillat-Savarin décrit une omelette garnie de laitances de carpe comme la nourriture ordinaire d'un humble curé.

## L'omelette au thon de Brillat-Savarin

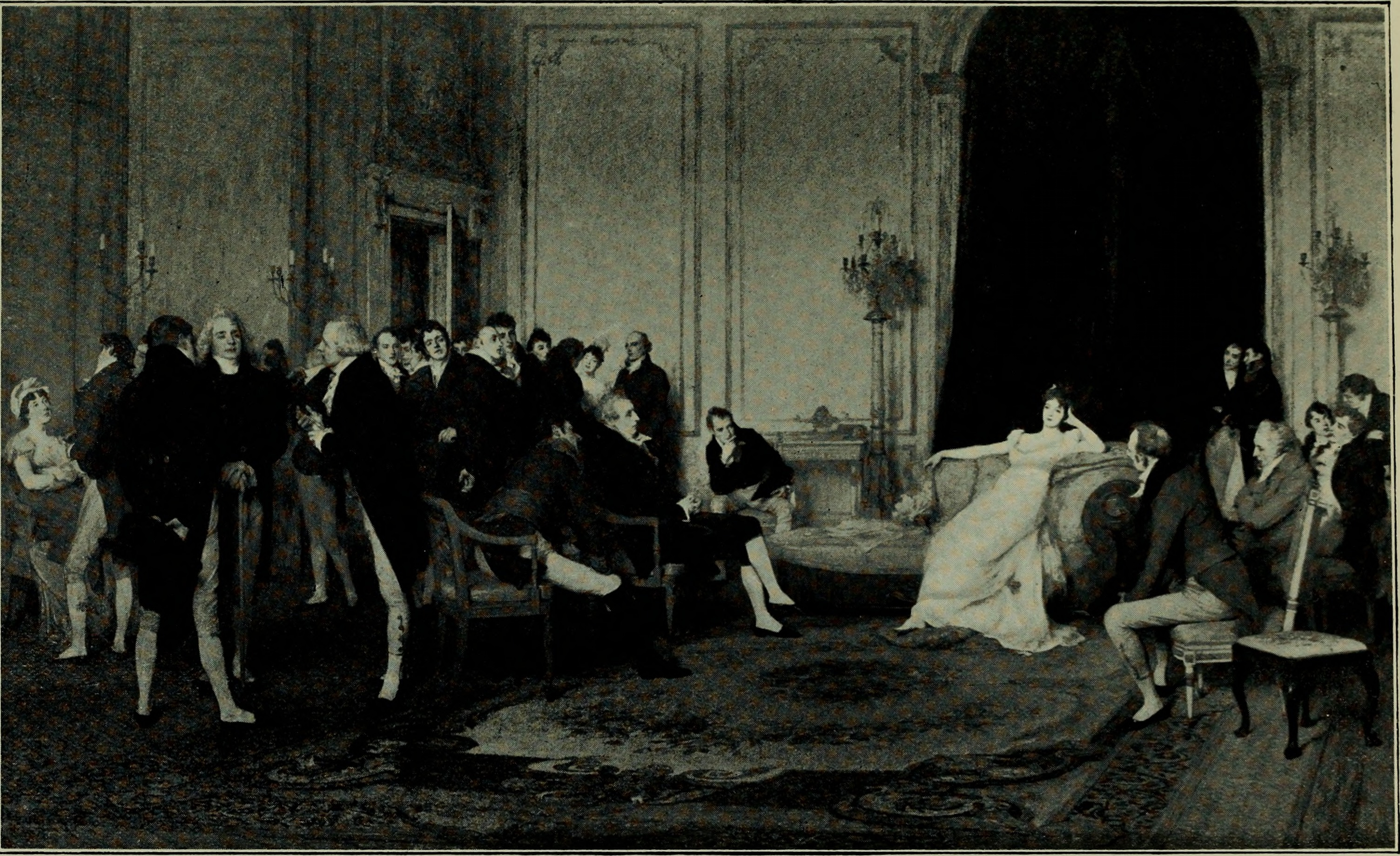
Selon Brillat-Savarin, son cousin, c'est Juliette Récamier qui lui fit connaitre l'omelette au thon de son curé.

Juliette Récamier (cousine de Brillat-Savarin) se rend chez le curé en fin d'après-midi et le trouve à table. C'était un jour maigre, on sert une omelette « qui était ronde, ventrue et cuite à point. Au premier coup de la cuiller, la panse laissa échapper un jus lié qui flattait à la fois la vue et l'odorat; le plat en paraissait plein, et la chère Juliette avouait que l'eau lui en était venue à la bouche. Ce mouvement sympathique n'échappa pas au curé, […] C'est une omelette au thon, dit-il ; ma cuisinière s'y entend à merveille, et peu de gens y goûtent sans m'en faire compliment. Je n'en suis pas étonnée, répondit l'habitante de la chaussée d'Antin ; et jamais omelette si appétissante ne parut sur nos tables mondaines ».
Juliette Récamier en parle et Brillat-Savarin en donne la recette pour six personnes. La garniture est faite de « deux laitances de carpe pochées, un petit morceau de thon nouveau, des échalotes, le tout haché et sauté au beurre avec persil, ciboulette et jus de citron. Ce mets doit être réservé pour les déjeuners fins, pour les réunions d'amateurs, où l'on sait ce qu'on fait et où l'on mange posément ; qu'on l'arrose surtout de bon vieux vin, et on verra merveilles ».
La recette de Brillat-Savarin est copiée et recopiée dès 1831. En 1837, elle est à la mode, adulée et décriée, entre autres par Jean-Charles Paul, en 1838 : « Briat Savarin nous a fait un roman avec sa physiologie du goût ; j'ai une très mauvaise opinion de son omelette au thon. ». Édouard Nignon, en 1922, écrit quw « sa recette de l'omelette au thon parait avoir été écrite par un profane ». En 1849, la Gazette de Lyon va jusqu'à écrire qu'il ne fallait pas croire un mot de ce qu'écrit Brillat-Savarin. Elle aurait été la spécialité du restaurant parisien de l'hôtel du Père Rondot situé au 4, rue de Vaugirard. A. de Rivarol dit avoir recueilli de lui la recette qui est mot pour mot celle de Brillat-Savarin.
La recette est donnée à l'identique chez les classiques Antoine Gogué (1856), H. de Bresseville (1867), Baron Brisse (1868). Alexandre Dumas, en 1873, l'intitule « Omelette au thon de Brillat-Savarin » dans son Grand dictionnaire de cuisine. En 1868, Jourdan Lecointe supprime la laitance de carpe de sa recette de base et la rend facultative.
Louis-Eustache Audot, en 1896, supprime la laitance de carpe de son « omelette au thon mariné » et écrit que « cette omelette est déjà fort délicate sans laitance. Longtemps encore le texte de Brillat-Savarin est reproduit jusqu'à nos jours. Le Larousse gastronomique la sert avec un beurre maître d'hôtel.

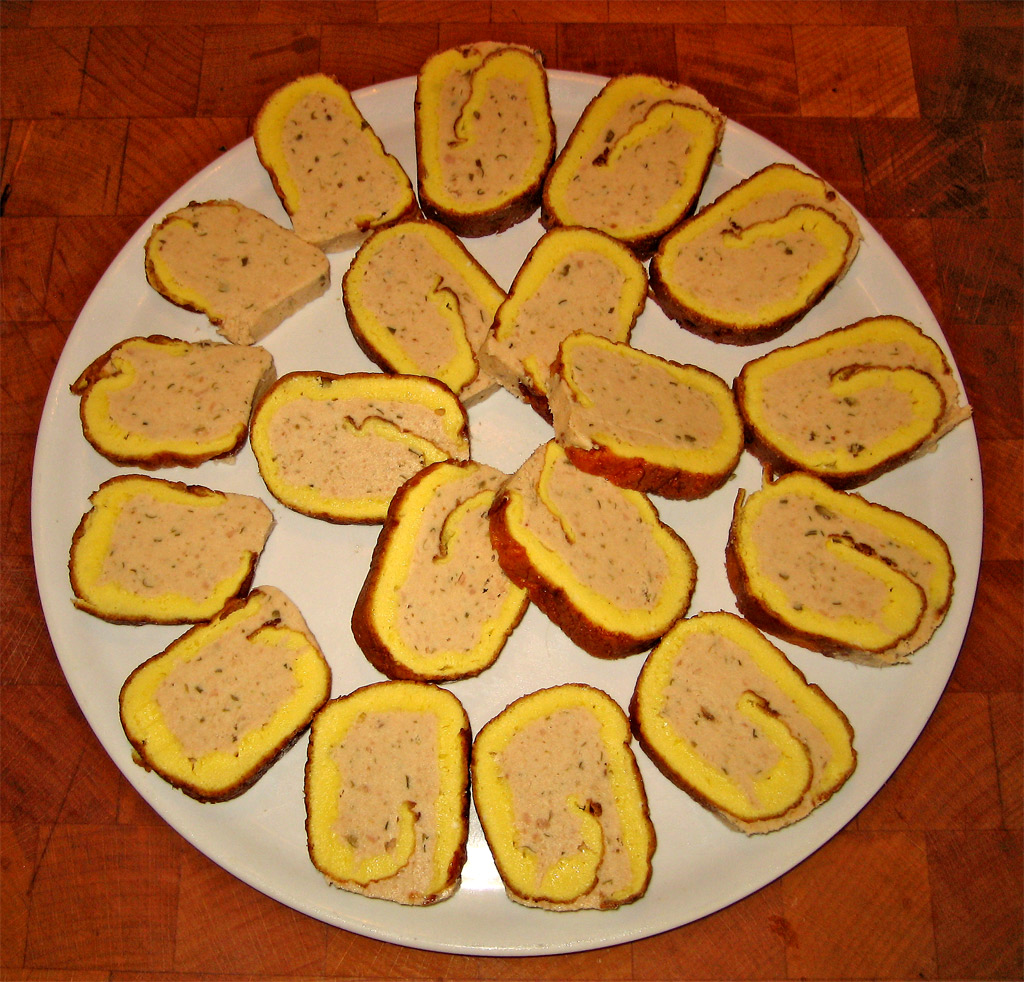
Omelette roulée à la crème de thon.

## L'omelette au thon de la cuisine classique

### Omelette au thon mariné
Le thon confit à l'huile ou thon mariné à l'huile est chauffé dans une réduction d'oignon ou d'échalotte et utilisé comme garniture de l'omelette, parfois avec des champignons. Escoffier, en 1912, donne la recette suivante, sans laitance : « Ajouter aux œufs 4 cuillerées de thon coupé en dés, une pincée de persil haché. Faire l'omelette comme à l'ordinaire et servir à part une petite saucière de beurre d'anchois fondu. » Urbain Dubois préfère le thon fraichement mariné (200 g pour 10 œufs) et cuit son omelette à l'huile.
En 1900, Le Petit Écho de la mode utilise du thon (à l'huile ?) en conserve :

« Omelette au thon mariné. Prenez une boite de thon de conserve, plutôt petite. Sans briser le pain de poisson qu’elle contient, tâchez de faire des tranches bien régulières. Les œufs de l'omelette étant battus, faites fondre du beurre à la poêle et les y versez. Sans attendre qu’ils se prennent, rangez sur l’omelette les tranches de thon à distances régulières : saupoudrez de sel et poivre. Servez l’omelette en la repliant comme d’habitude. »

### Omelette niçoise, Saint-Pierre…
A. Bautte donne sous le nom d'omelette niçoise une omelette au thon (couper du thon cuit frais ou en conserve en petits dés, mélanger dans la proportion d'une petite cuillerée pour 2 œufs avec ou sans sauce bordelaise, de homard ou d'écrevisse) L'omelette niçoise est normalement une omelette au vert de blette.
Marie-Claude Bisson, en 2012, fait une omelette au thon crémée sous le nom d'« omelette Saint-Pierre ».
À l'opposé, on trouve comme omelette du curé une omelette à garniture de langoustine et sauce écrevisses.

## Les omelettes au thon méditerranéennes

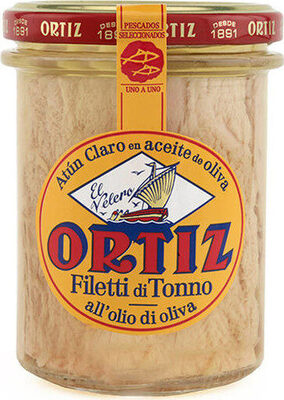
Conserve de thon blanc à l'huile d'olive.

### Tortilla de atúnespagnole
En 1828, De Cardelli copie la recette de Brillat-Savarin (tortilla con atún) dans son Manual del cocinero. Jusqu'à nos jours, la tortilla de atún fresco se fait toujours avec des laitances (de morue), de l'ail et des poivrons rouges.
En 1850 est attestée la tortilla de atún sans laitance : 100 g de cubes de thon pour 8 œufs et du persil avec beaucoup d'huile d'olive. La tortilla de atún con salsa de tomate fait partie du régime des hôpitaux avec apport protéique contrôlé.
Elle est toujours populaire : Martín Berasategui la fait avec du thon à l'huile d'olive en conserve. Julia Martínez Gálvez, en 2006, donne une recette de tortilla francesa (car elle ajoute de la béchamel) rellena de atún. . En 2009, Alain Ducasse donne une interprétation du atún a la ibicenca (au thon rouge d'Ibiza mariné au citron et à la cannelle) en tortilla. Combinaison classique encore : la tortilla de patatas (pomme de terre) au thon de Cantabrie et dans le Pays basque avec fromage et hachis de viande.
La bonite qui se cuisine comme le thon est bien distincte dans les usages espagnols, la tortilla de bonito se prépare également avec de la bonite en conserve au naturel, à l'huile d'olive ou en escabèche (vinaigre et sel).

### Frittata di tonno(al tonno, con tonno) italienne
En 1878, La cuciniera universale) donne en italien la recette de Brillat-Savarin. Les recettes modernes se font au beurre, la frittata est souvent roulée (rotolo di frittata al tonno) et servie en antipasti, coupée en tranches.

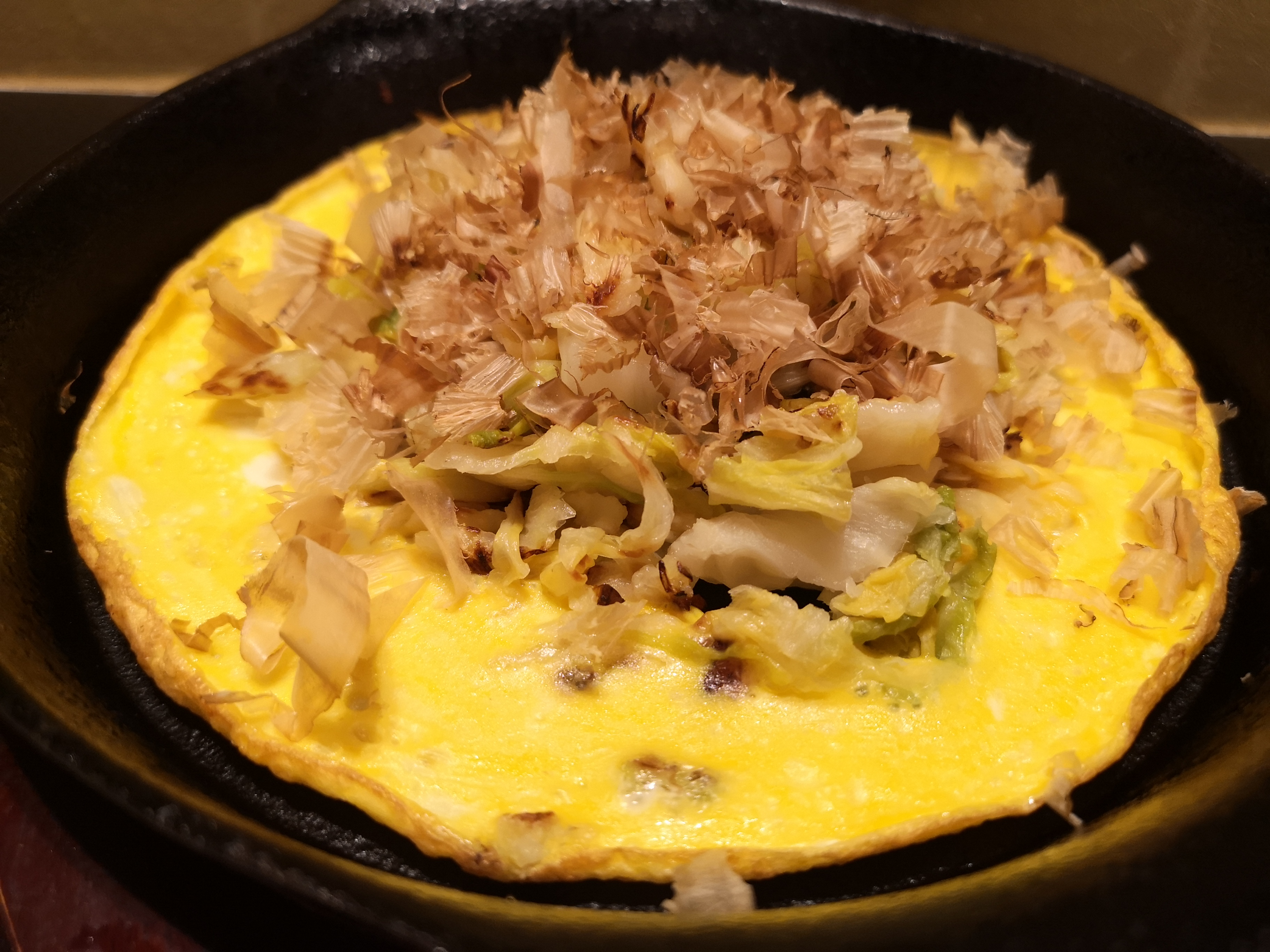
飛騨の漬物ステーキ, omelette de Hida aux légumes marinés et aux flocons de bonite séchée.

## Omelettes au thon asiatiques
Au Japon et en Chine, les œufs battus avec un bouillon se font avec du bouillon de bonite 鲣鱼高汤 (jiān yú gāotāng), le dashi katsuo japonais. Ainsi, le 鲣鱼高汤鸡蛋卷 (jiān yú gāotāng jīdàn juǎn), pâté impérial à la bonite et au dashi est un simple mélange d'œufs battus et de bouillon de bonite sans la chair du poisson[réf. souhaitée]. Citons également l'omelette à la bonite, カツオオムレツ (katsuo omuretsu), 花かつおの卵焼き (hana katsuo no tamagoyaki), l'omelette aux flocons de bonite séchés (鰹節 (katsuobushi)). Ce plat est moderne.
Au Viêt Nam, les trứng tráng cá ngừ, habituellement traduits par « nems au thon », sont de fines omelettes aux légumes et au thon roulées ou garnies d'un hachis de thon cuit (trứng cuộn cá ngừ đại dương ngon miễn chê).

## Variantes
Parmi les omelettes au poisson, on peut citer : l'omelette bénédictine, qui est fourrée à la brandade de morue et aux truffes. Dans la cuisine britannique, l'omelette au haddock fumé est connue comme « omelette Arnold Bennett ». En 1846, Alexis Soyer donne une omelette aux filets de sole et A. Bautte une autre, fourrée d'un salpicon de filet de sole et de champignons, sauce normande, sous le nom d'« omelette poissonnière ». L'omelette aux laitances de hareng est une spécialité de la cuisine normande.

### Omelette à la royale
L'omelette aux harengs saurs et aux olives farcies était nommée « omelette royale » au dire de A. Grimod de la Reynière est rebaptisée par un auteur contemporain « omelette marinière ». Les omelettes royales sont une catégorie d'omelettes « fameuse dans l'ancienne cuisine », dixit Carême, qui en cite une douzaine dont une garnie de laitances de maquereau et aux foies de lotte. Pour ce qui regarde le poisson, l'omelette à la royale peut être garnie d'un hachis de poisson, de filets de carpes ou de lottes en matelote, garnie de truites à la génoise et généralement garnie de tous les filets et laitances de poissons connus et de toutes les purées possibles.
Charles Monselet, en 1859, pense que l'omelette à la royale au thon est la même que décrit Brillat-Savarin (en en changeant le nom sans raison).

### Citation
- Ragueneau. L'omelette baveuse ou du curé. Le Franc-tireur : organe des Mouvements unis de résistance, 13 juin 1948 (lire le poème sur ce lien )

« Soyez, malgré tout rassuré
Cette omelette du curé
Dont tout laïque se régale,
N'est pas d'essence cléricale… »